# Ziegelteich bei Hörtendorf
Ziegelteich bei Hörtendorf este o arie protejată (sit de importanță comunitară — SCI) din Austria întinsă pe o suprafață de 6,85 ha, integral pe uscat.

## Localizare
Centrul sitului Ziegelteich bei Hörtendorf este situat la coordonatele 46°38′24″N 14°23′05″E / 46.6399°N 14.3848°E.

## Înființare
Situl Ziegelteich bei Hörtendorf a fost declarat sit de importanță comunitară în decembrie 2015 pentru a proteja 5 specii de animale.

## Biodiversitate
Situată în ecoregiunea alpină, aria protejată conține 1 habitat natural: Lacuri eutrofice naturale cu vegetație de tip Magnopotamion sau Hydrocharition.
La baza desemnării sitului se află mai multe specii protejate:
- amfibieni (1): izvoraș-cu-burta-galbenă (Bombina variegata)
- mamifere (3): liliac cârn (Barbastella barbastellus), liliac cărămiziu (Myotis emarginatus), liliac comun (Myotis myotis)
- nevertebrate (1): Vertigo moulinsiana

Pe lângă speciile protejate, pe teritoriul sitului au mai fost identificate 2 specii de amfibieni, 3 specii de mamifere.